# Wolfshofer Granitgneis
Wolfshofer Granitgneis ist ein nach dem Ort Wolfshof bei Gars am Kamp benannter Syenitgneis, dessen Vorkommen sich bis Krems an der Donau erstrecken.

## Verbreitung
Der in Gföhler Gneis eingebettete Wolfshofer Granitgneis tritt als Intrusivgestein auf, wobei er um Wolfshof und Fuglau (beide südwestlich von Horn) mehrmals lamellen- und linsenartig zu Tage tritt. Nach genauen Analysen wurde der Wolfshofer Granitgneis und die Syenitgneisvorkommen von Droß-Lengenfeld und Krems-Stein, die hier jeweils den Gföhler Gneis unterlagern, als identisch erkannt und als Einheit zusammengefasst.

## Beschreibung
Der Wolfshofer Granitgneis ist klein- bis mittelkörnig und sehr homogen, also fast ohne Parallelgefüge. Nach Albert Streckeisen besteht er aus Gemengen von Alkalifeldspat-Syenit sowie Alkalifeldspat-Quarz-Syenit und führt als charakteristische Akzessorien relativ viel Rutil und idiomorphes Zirkon mit sich.